# Ajigara
Ajigara (nep. अजिंगरा) – gaun wikas samiti w zachodniej części Nepalu w strefie Lumbini w dystrykcie Kapilvastu. Według nepalskiego spisu powszechnego z 2001 roku liczył on 631 gospodarstw domowych i 4546 mieszkańców (2152 kobiet i 2394 mężczyzn).